# HIGH-END
HIGH-END（ハイ-エンド）は、日本のプロレス団体DRAGON GATEにかつて存在したユニットである。

## 概要

### 2021年
1月13日の後楽園ホール大会にてYAMATO対ドラゴン・キッドのシングルマッチが行われたが、試合中にR・E・Dが乱入しノーコンテストに。YAMATOは前年9月に自身を裏切ったKAI、キッドは同12月に自身のマスクを剥いだSB KENToとそれぞれ因縁を抱えており、試合後にYAMATO&キッド対KAI&SBKのタッグマッチが行われることが決定。
その後、2月5日の後楽園大会にてタッグマッチが行われたが、開始2分足らずでSBKがキッドのマスクを剥いでしまう。YAMATO組の反則勝ちとなったものの、納得できない2人はすぐに再試合を要求し、勝利を収める。しかしそれでも納得がいかず、YAMATOはKAIに、キッドはSBKにそれぞれシングルマッチを要求し、承諾を得る。その後YAMATOがキッドに対し2人でユニットを結成することを打診。キッドも「2人ならユニットではなくコンビだな」と言いつつもこれを承認。すると奥田啓介とBen-Kが現れ、ユニット入りを熱望。YAMATOとキッドもこれを快く受け入れ、ユニットが結成された。
3月4日の後楽園大会にてユニット名が「HIGH-END」となることが発表された。そして同日にまずキッド対SBKのシングルマッチが行われたが、SBKがまたしてもキッドのマスクを剥いでしまい、キッドは丸め込まれて敗北。その後行われたYAMATO対KAIのシングルマッチでは相手の誤爆に乗じてYAMATOが勝利したが、遺恨は激化。この事態に大会本部長の八木隆行が登場し、5月5日の愛知県体育館大会にて金網タッグマッチ（負けた2人はそのままシングルマッチを行い、負け残った1人が髪の毛またはマスクを失う）を開催することを決定。ただしチーム分けはユニット同士ではなく、それぞれ因縁を持つYAMATO&KAI対キッド&SBKとなることを発表した。
4月9日の後楽園大会にて、右肘を痛め前年12月から欠場していた土井成樹の復帰戦にYAMATOとキッドが助太刀し、6人タッグマッチでKAI&SBK&Eitaに勝利。試合後に土井をユニットに勧誘したが断られた。

### 2022年
2022年6月26日、怪我で欠場していた奥田啓介が復帰を待たずにドラゴンゲートから撤退したことから自然離脱。
2022年9月8日、Ben-KがパートナーのYAMATOを裏切り、GOLD CLASSに加入。

## メンバー
- YAMATO（リーダー）
- ドラゴン・キッド
- Kagetora

## 元メンバー
- 奥田啓介（結成～2022年6月26日）
- Ben-K（結成～2022年9月8日）

## サポートメンバー
- 吉田隆司
- 問題龍

## タイトル歴
- オープン・ザ・ブレイブゲート王座

第39代：奥田啓介
（2020年11月3日獲得、防衛5回）
第41代：Kagetora
（2021年8月1日獲得、防衛0回）
- オープン・ザ・ドリームゲート王座

第33代：YAMATO
（2021年8月1日獲得、防衛3回）